# La passante
La passante è un film del 1951 diretto da Henri Calef.
Il film è basato sul libro di Serge Groussard La Femme sans passé.

## Trama
Madeleine Lemoine ha appena ucciso suo marito e cerca di raggiungere di corsa la stazione per prendere il treno per Parigi. Purtroppo arriva in ritardo ma ottiene un passaggio su una barca offerto da François Malard. Tra i due nasce subito l'amore tanto che la donna decide di costituirsi e l'uomo le promette di aspettarla.